# Sidi M'Hamed Chelh
Sidi M'Hamed Chelh  (in arabo سيدي امحمد الشلح‎?) è un centro abitato e comune rurale del Marocco situato nella provincia di Sidi Kacem, regione di Rabat-Salé-Kénitra. Conta una popolazione di 7 737 abitanti (censimento 2014).